# 福克E單翼戰鬥機
福克E單翼戰鬥機（德文：Fokker Eindecker）是由在第一次世界大戰時為德意志帝國服務的荷蘭福克公司研發，其中「Eindecker」是指單翼機的意思。

## 基本資料

### 福克E-III戰鬥機
- 機長：7.3米
- 翼展：9.52米
- 機高：2.79米
- 空重：399公斤
- 載重：635公斤
- 發動機：1俱歐貝魯賽爾9汽缸風冷式發動機（馬力=100匹）
- 最快時速：133公里/小時
- 航程：220公里
- 昇限：3600米
- 武裝：1支7.92毫米口徑IMG08風冷式機槍
- 乘員：1人

## 設計

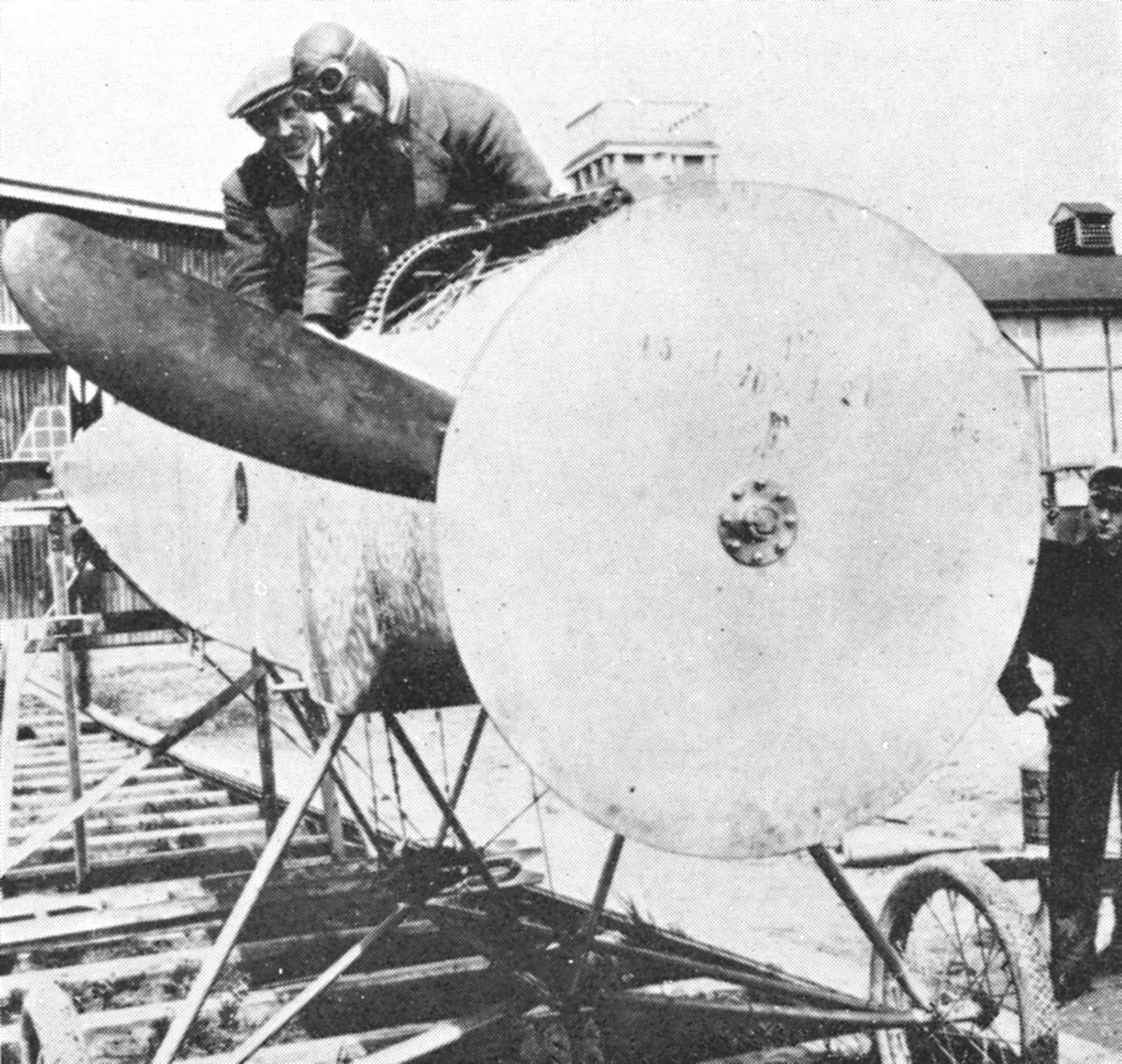
同步射擊系統

福克E單翼戰鬥機原本是法國莫蘭-索尼耶H單翼機的仿製型，因此兩者外表很相似，但福克E單翼戰鬥機的機身內部結構改為鋼管焊接並在主翼內部前方位置加上補強骨架，其主翼也因此比較厚，起落架加上避震器以利在前線的臨時機場起降。
福克E單翼戰鬥機採用第一次世界大戰時少有的單翼機設計，優點是速度輕快，故當它剛推出時是作為快速偵察機使用並稱為「福克M5偵察機」，後來才加裝機槍成為戰鬥機，而隨著德軍空戰皇牌飛行員之一的英麥曼發明的「英麥曼迴旋」而令它多次在空戰當中反敗為勝反咬著敵機的機尾開火把其擊落，而最令福克E單翼戰鬥機佔盡優勢的是它能令子彈穿過螺旋槳的同步射擊系統，該系統能令子彈的開火時機和螺旋槳的轉動錯開而不會打中螺旋槳，這令其機槍能被安裝在接近瞄準器的發動機後方位置，增加了子彈命中的準確度，故福克E單翼戰鬥機曾被交戰相方都稱之為「來自福克的災難」。
需要指出的是，除了這個同步射擊系統令福克E單翼戰鬥機佔了射擊準確的火力優勢之外，福克E單翼戰鬥機本身的飛行性能其實很一般，而它有一個令駕駛它的飛行員很討厭的缺憾，它的供油泵要每隔大約10分鐘就要由飛行員拉動，這樣才能繼續為發動機供油。

## 型號
- 福克E-I戰鬥機

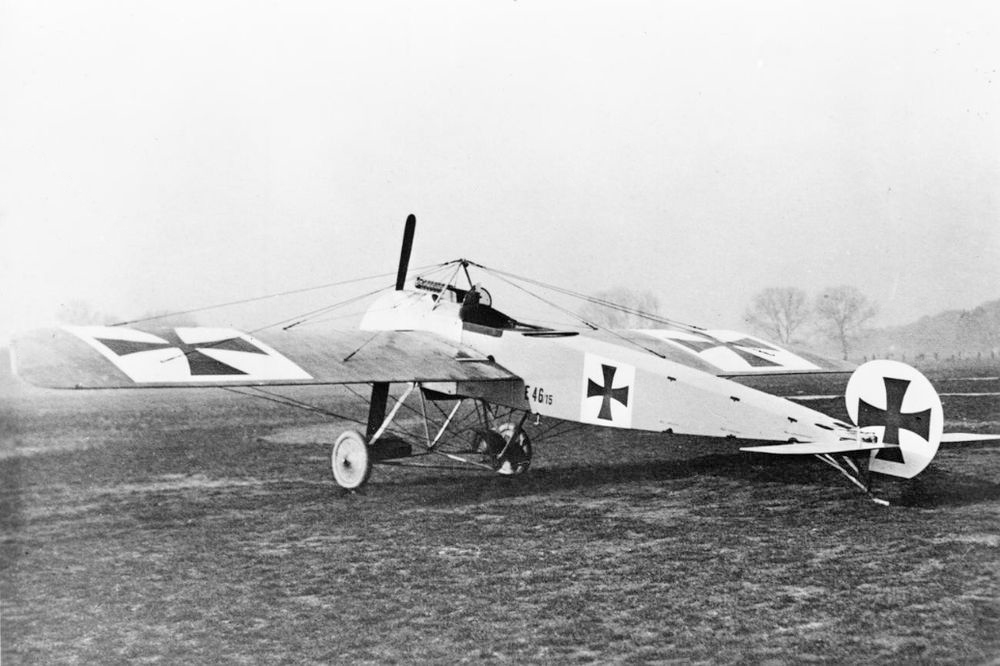
福克E-I戰鬥機

極初期型，發動機祇有80匹馬力而動力不足，生產數為68架
- 福克E-II戰鬥機

發動機馬力增至100匹，生產數為49架
- 福克E-III戰鬥機

主要的實戰型，加大油箱容量和延長翼展，改良機槍彈匣，生產數為249架
- 福克E-IV戰鬥機

發動機馬力增大至160匹，機槍增加至兩挺，機身略為加大但由於重量增加而令其飛行性能不及E-III，生產數為49架

## 實戰

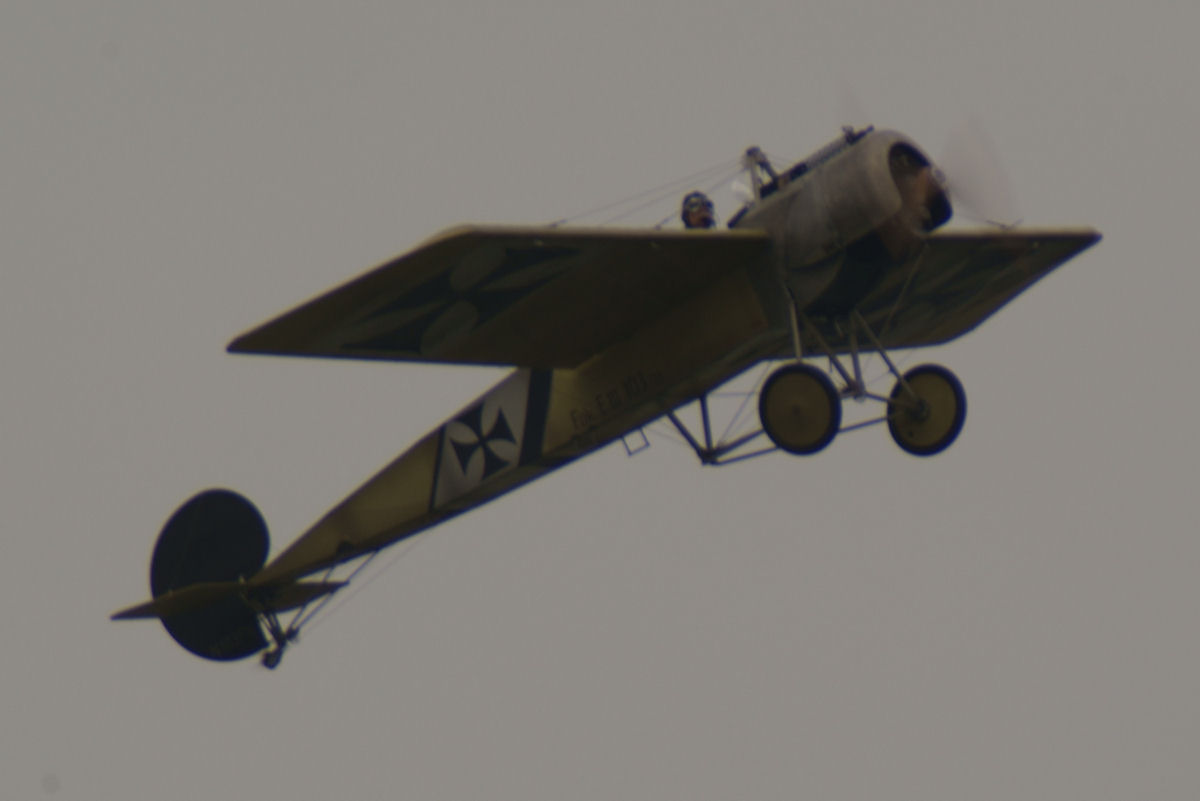
仿製而能飛的福克E單翼戰鬥機

裝上一挺IMG08風冷式機槍和射擊同步系統的福克E單翼戰鬥機成為德國空軍在第一次世界大戰第一種正式的戰鬥機，1915年7月1日一架由庫特．溫特根中尉駕駛的福克E單翼戰鬥機成功在佛蘭德上空擊落一架法軍的莫蘭-索尼耶H單翼機，首開了「來自福克的災難」，而隨著「災難」來臨的是德國空軍戰術編組成為飛行大隊並在飛行大隊之下編成狩獵中隊，例如在1916年凡爾登上空，德國空軍出動數個飛行大隊支援地面的戰事，為地面上德軍撐起一面「保護傘」以防被協約國空軍空襲，但德國空軍的福克E單翼戰鬥機不能飛過英法區以防被擊落的話射擊同步系統會被仿製，但仍有一架福克E單翼戰鬥機因為飛錯方向在協約國軍佔區降落而令射擊同步系統的秘密最終被協約國知道。

### 英麥曼和波爾克的實戰
1915年8月1日，10架英軍BH-2戰鬥機來犯，英麥曼和波爾克一起駕駛福克E單翼戰鬥機昇空迎敵，空戰開始不久，波爾克的機槍便卡彈而唯有降落，英麥曼則對一架英機窮追不捨而令其降落，之後英麥曼在地面上和這名英軍飛行員話「你已成為德軍俘虜」，到了該年12月5日，英麥曼已取得擊落7架敵機的紀錄而被稱為「里爾之鷹」，而在一次空戰當中英麥曼發現敵機的機槍卡彈而不能射擊，他沒有乘人之危而是對敵機敬禮後飛走，這反映了他的「騎士精神」，1916年2月，英麥曼負責駕駛新推出的E-IV去做實戰測試，他雖然用E-IV擊落了3架敵機但認為E-IV的飛行性能不及E-III，故他改回飛E-III直至1916年6月18日，他駕駛的那架E-III由於同步射擊系統故障而打爛了螺旋槳，他因此而飛機失事墜毀而死。
1916年1月，波爾克在幾天之內擊落4架敵機而獲得藍馬克斯勛章，同年夏天，波爾克為福克E單翼戰鬥機寫了一份報告並指出「我們需要一種更適合的新飛機」，因此令福克E單翼戰鬥機退役。

## 相關條目

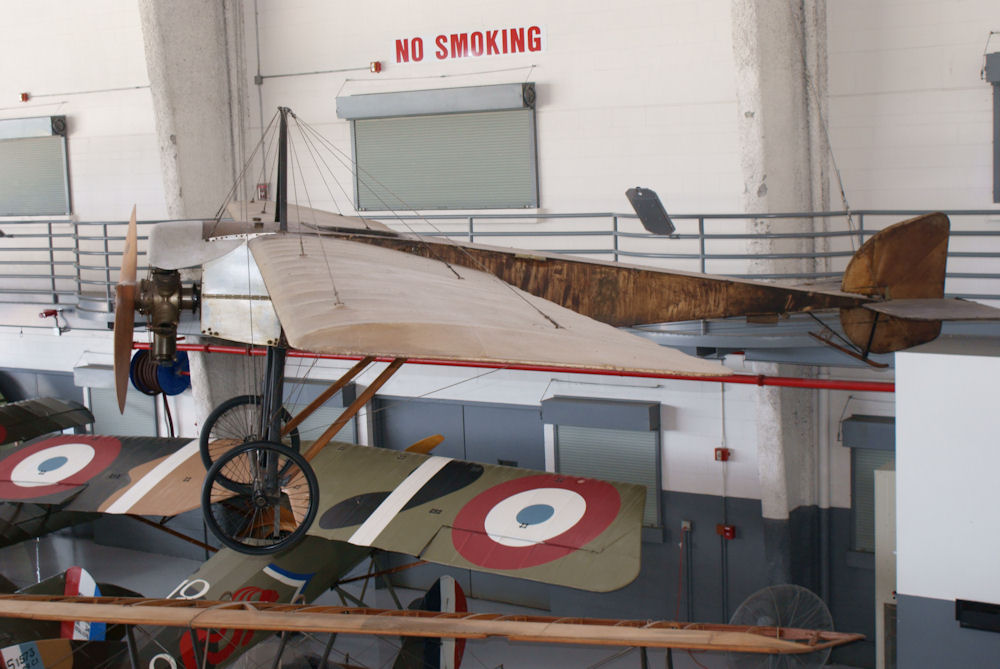
法國莫蘭-索尼耶H單翼機

## 著名飛行員
- 馬克斯·英麥曼
- 奧斯華·波爾克

## 使用國家
- 德意志帝國(生產國)
- 奥匈帝国
- 土耳其